# Naučná stezka Po stopách horníků
Naučná stezka Po stopách horníků vznikla v roce 2017 jako součást projektu ArchaeoMontan, zabývajícího se dějinami středověkého hornictví v Sasku a Čechách.
Je zaměřena na dějiny dolování v okolí Krupky a na flóru, faunu a geologické poměry území, kudy probíhá. Má dvě trasy: delší měří 10,5 km, kratší 4,5 km. Vede lesnatým terénem a překonává značné převýšení. 

## Popis trasy
Cesta je vyznačena zelenými (kratší trasa) a červenými (delší trasa) symboly hornických kladívek. Vychází se z náměstí v Krupce Husitskou ulicí, z níž je možné odbočit do hradu Krupka. Krátce vede po modrém turistickém značení a pak uhýbá doprava na lesní cestu, která směřuje ke štole Starý Martin. Zde se stezka dělí. Kratší trasa se okolo lokality Ve Vísce vrací do Krupky.
Delší, červená trasa pak vlevo míjí štolu Preisselberg I a příkře stoupá směrem na Komáří hůrku. Na vrcholu stoupání se napojuje na Příhraniční naučnou hornickou stezku a Národní cyklotrasu č. 23. Spolu s nimi – a od turistického rozcestníku Pod Komáří vížkou i s červenou turistickou značkou – pokračuje na Komáří hůrku. Odtud vede spolu s červenou a modrou značkou směrem k Fojtovické pláni. Po 750 metrech se trasa napojuje na zelenou turistickou značkou, odbočuje vpravo do lesa a klesá ke Kotelnímu rybníku. Pak po 300 metrech zelenou značku opouští, míjí několik štol, hald a pinek a v lokalitě Na Knetlu se opět spojuje s kratší, zelenou trasou. Společně pak obě končí v Krupce u bývalého pivovaru. 
Při absolvování delší trasy je nutné počítat s převýšením okolo půl kilometru. 

## Informační panely
1. Úvodní panel: dějiny těžby cínu v Krupce a okolí
2. Stromy v našich lesích
3. Hornické nástroje
4. Zvířata v našich lesích
5. Revír Steinknochen a štola Starý Martin
6. Důlní revír Preiselberg
7. Důlní revír Günther
8. Důlní revír Komáří hůrka, důl Göpel
9. Důlní revír Komáří hůrka, důl Velká propadlina
10. Důlní revír Klösenberg
11. Důlní revír Knötel
12. Ptáci
13. Horniny

Texty na panelech jsou kromě češtiny také v němčině a angličtině.

## Galerie

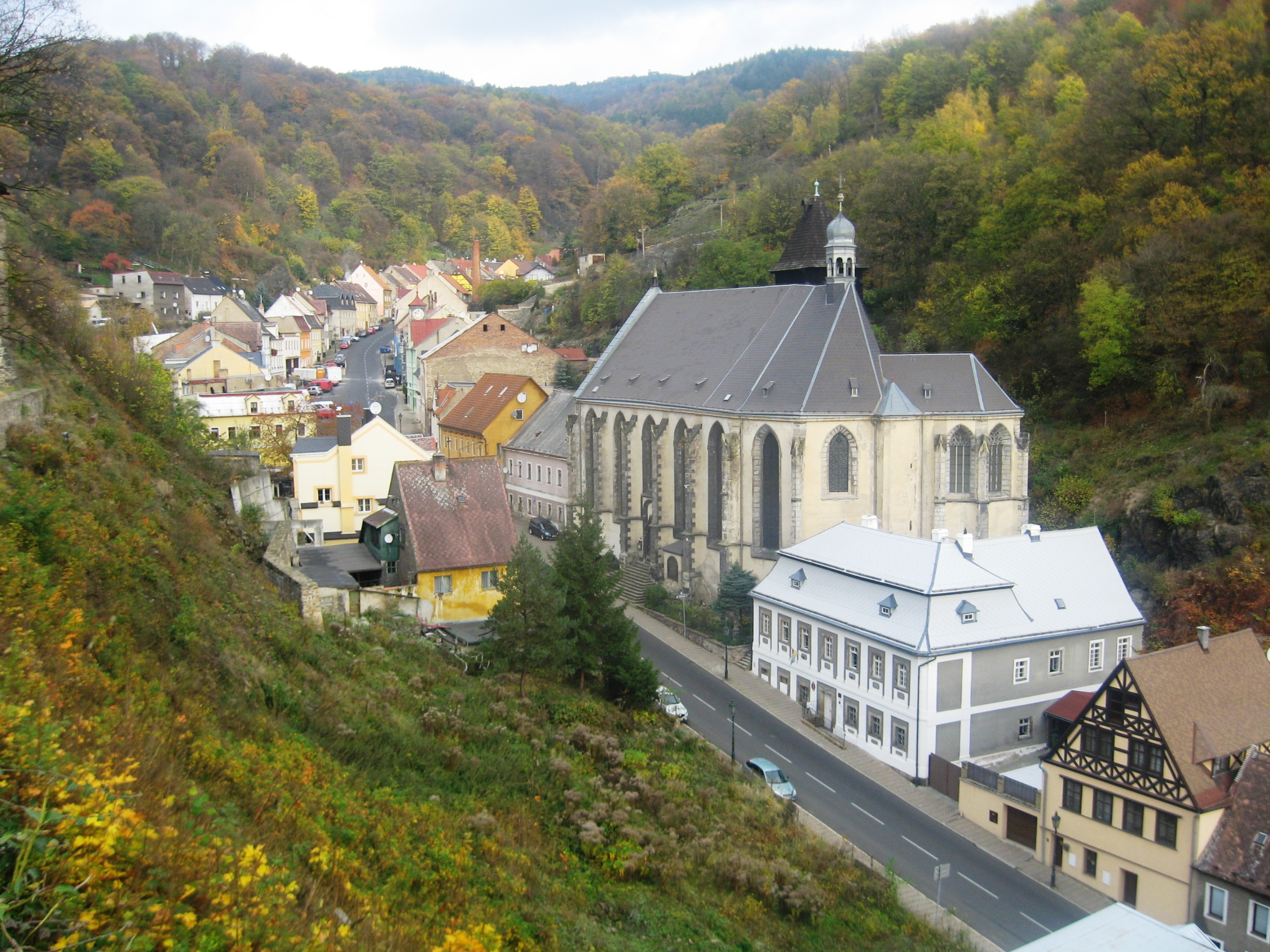
Historické jádro Krupky
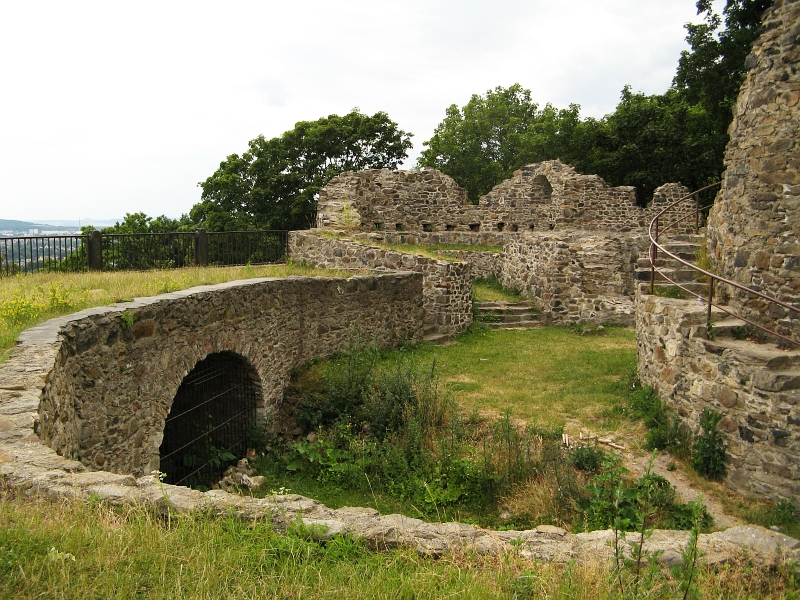
Horní část hradu Krupka
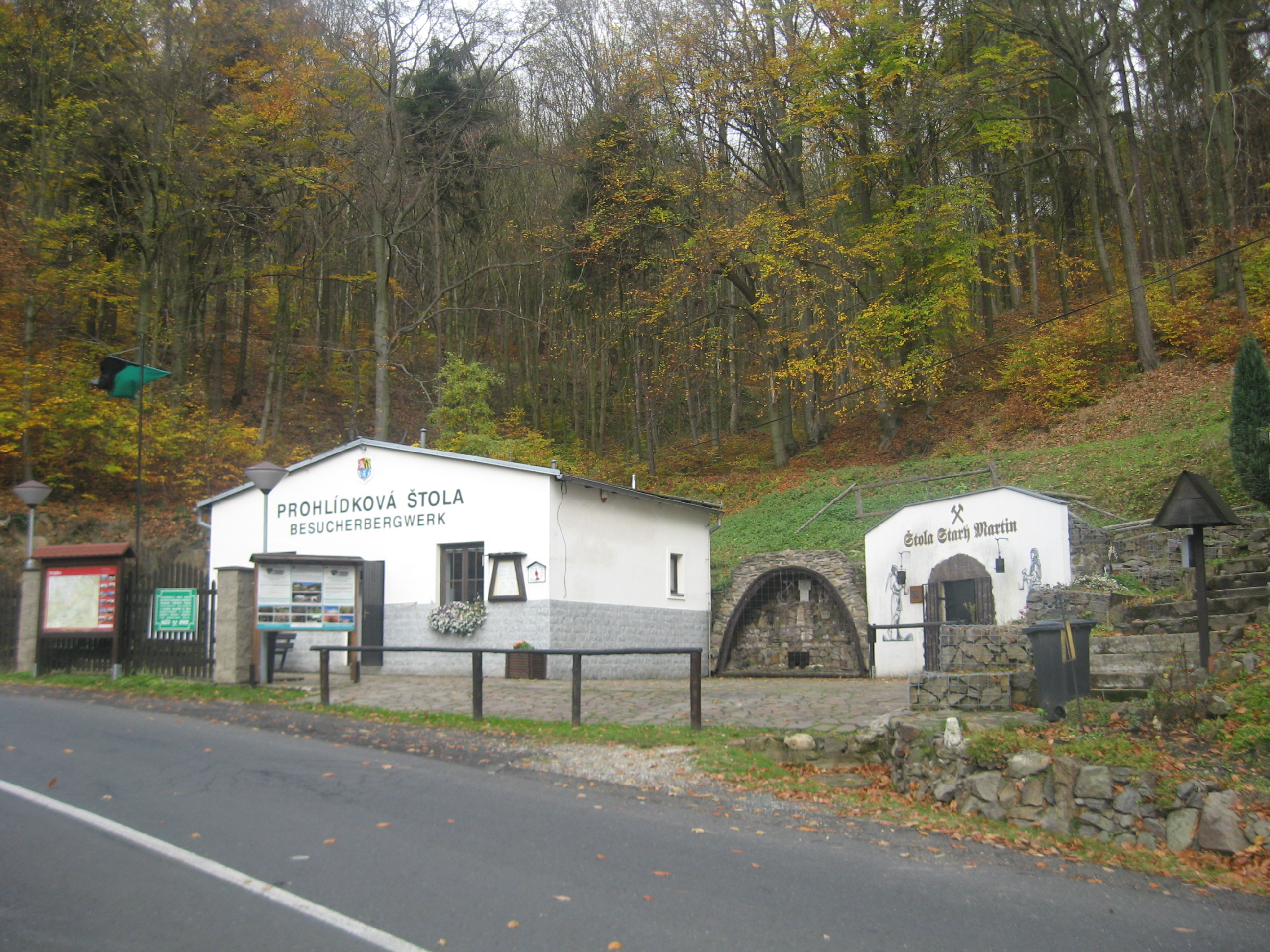
Štola Starý Martin
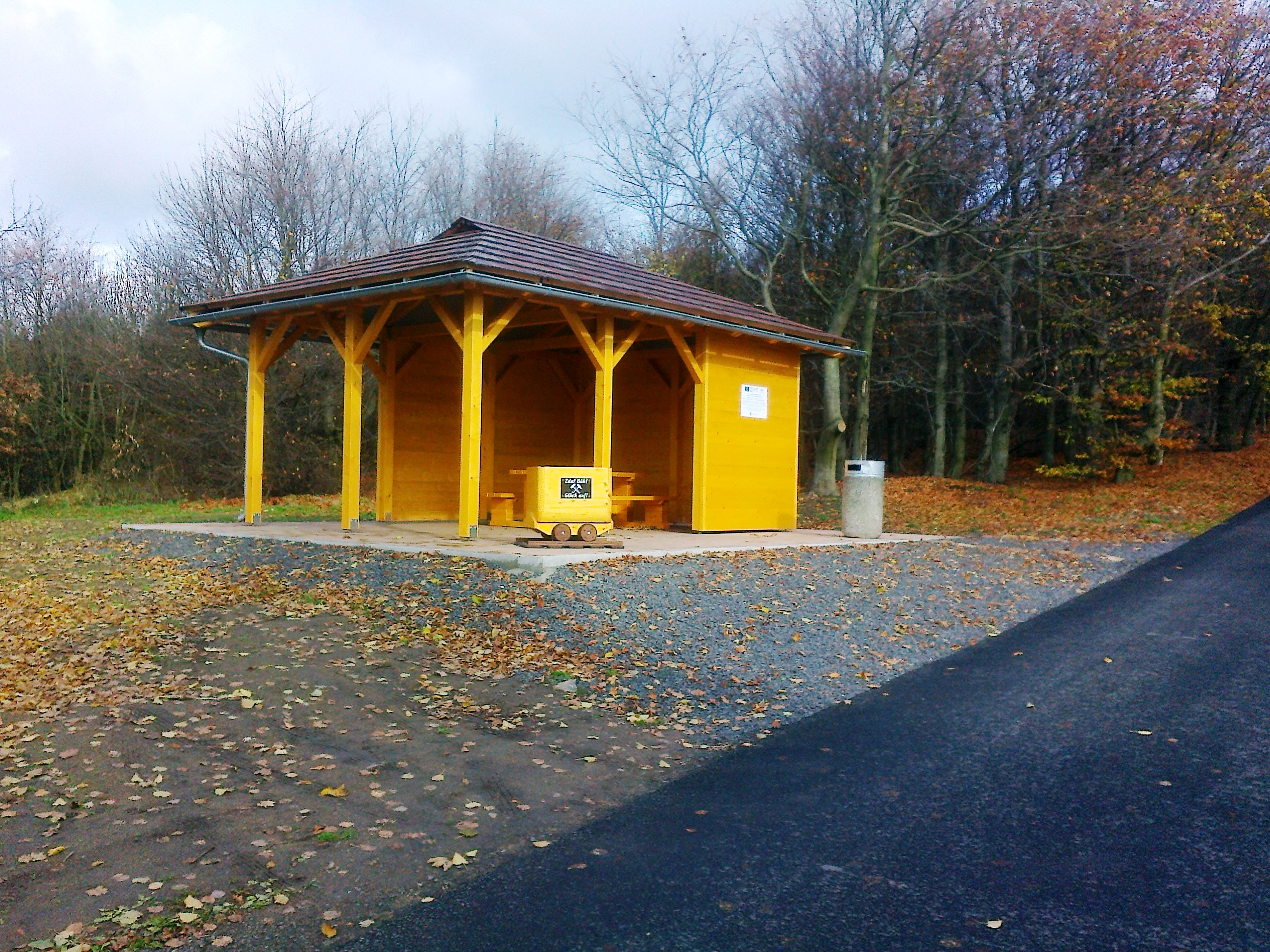
Odpočívadlo pod Komáří hůrkou
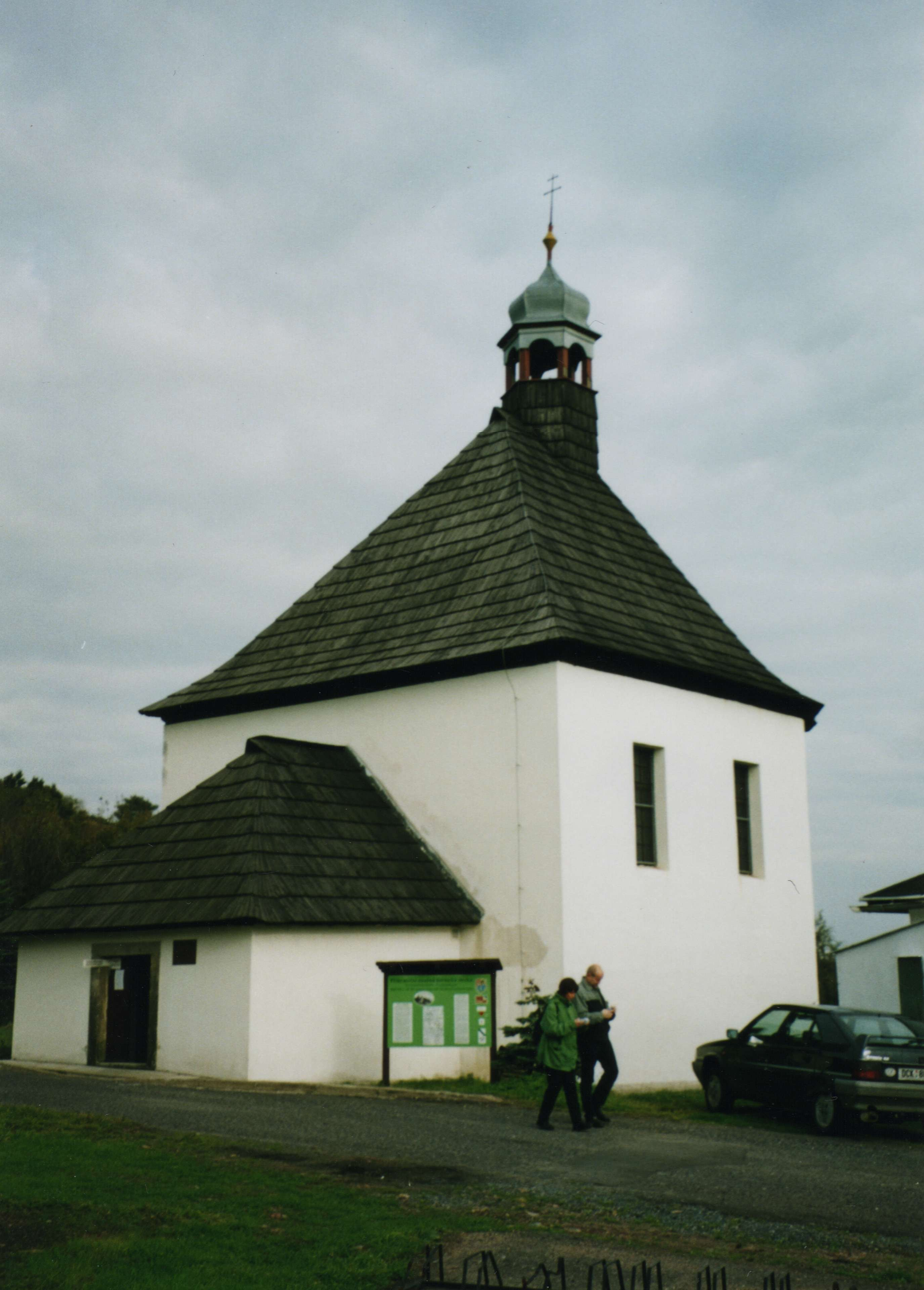
Kaple svatého Wolfganga na Komáří hůrce
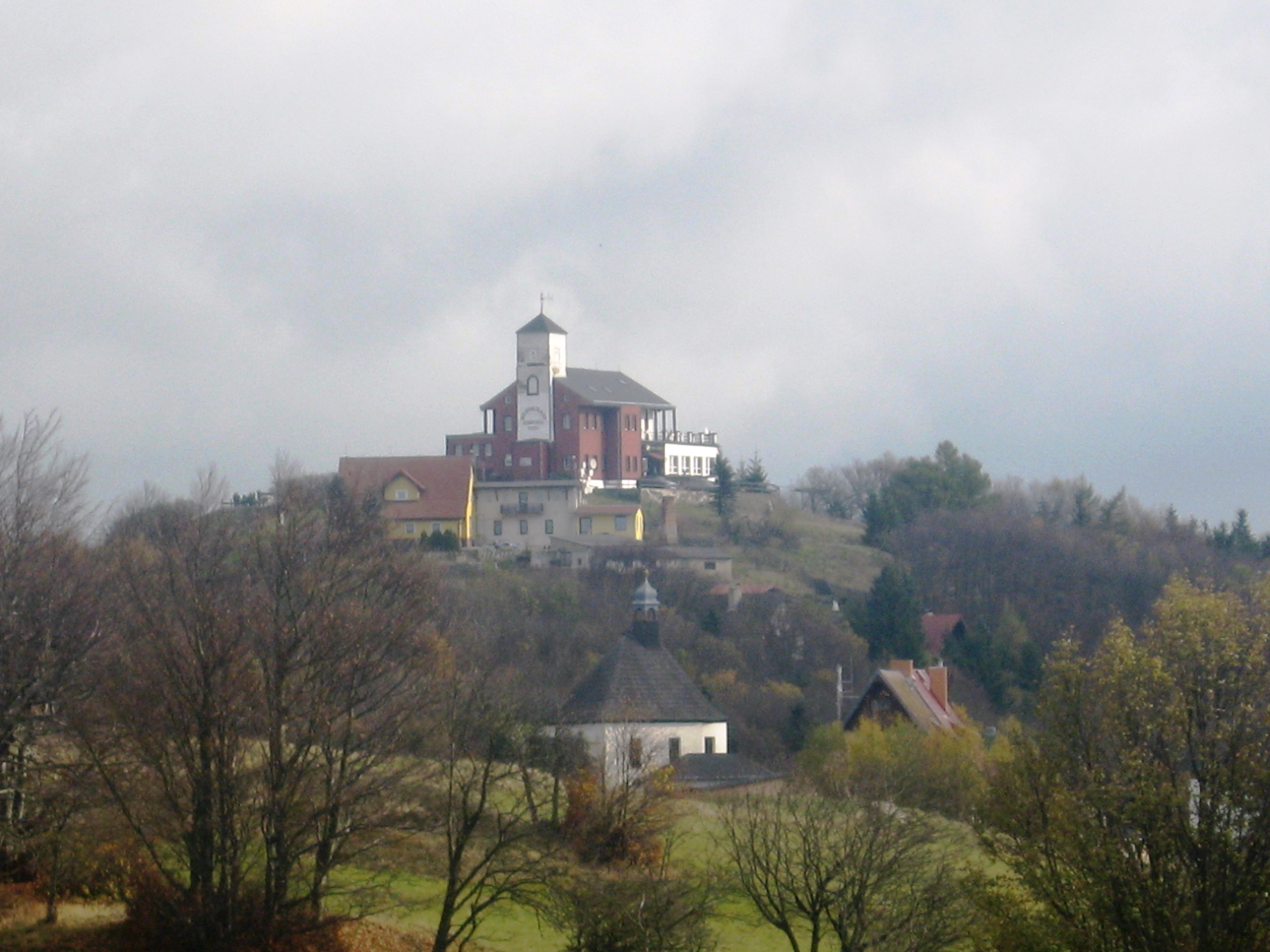
Komáří hůrka
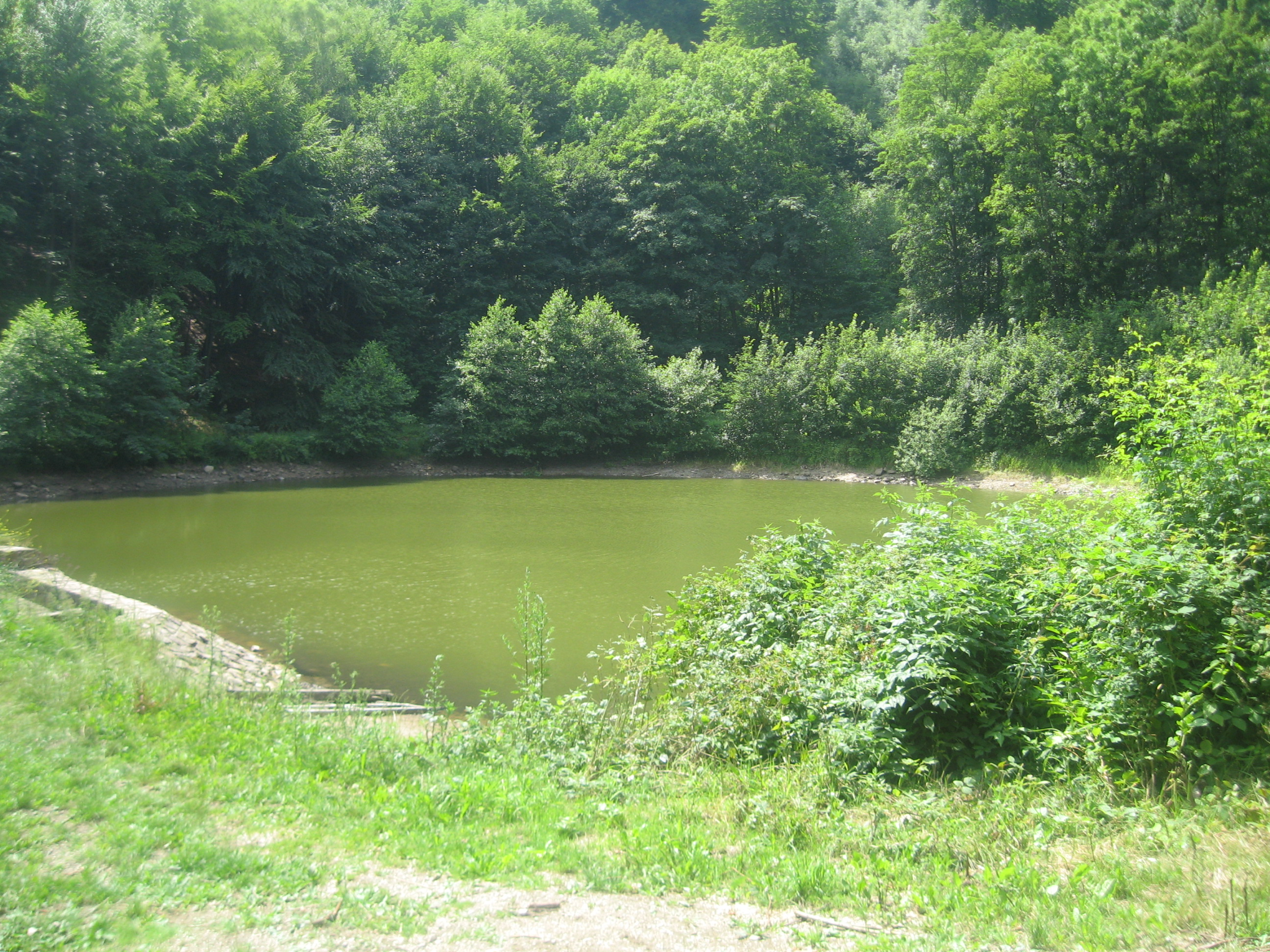
Kotelní rybník
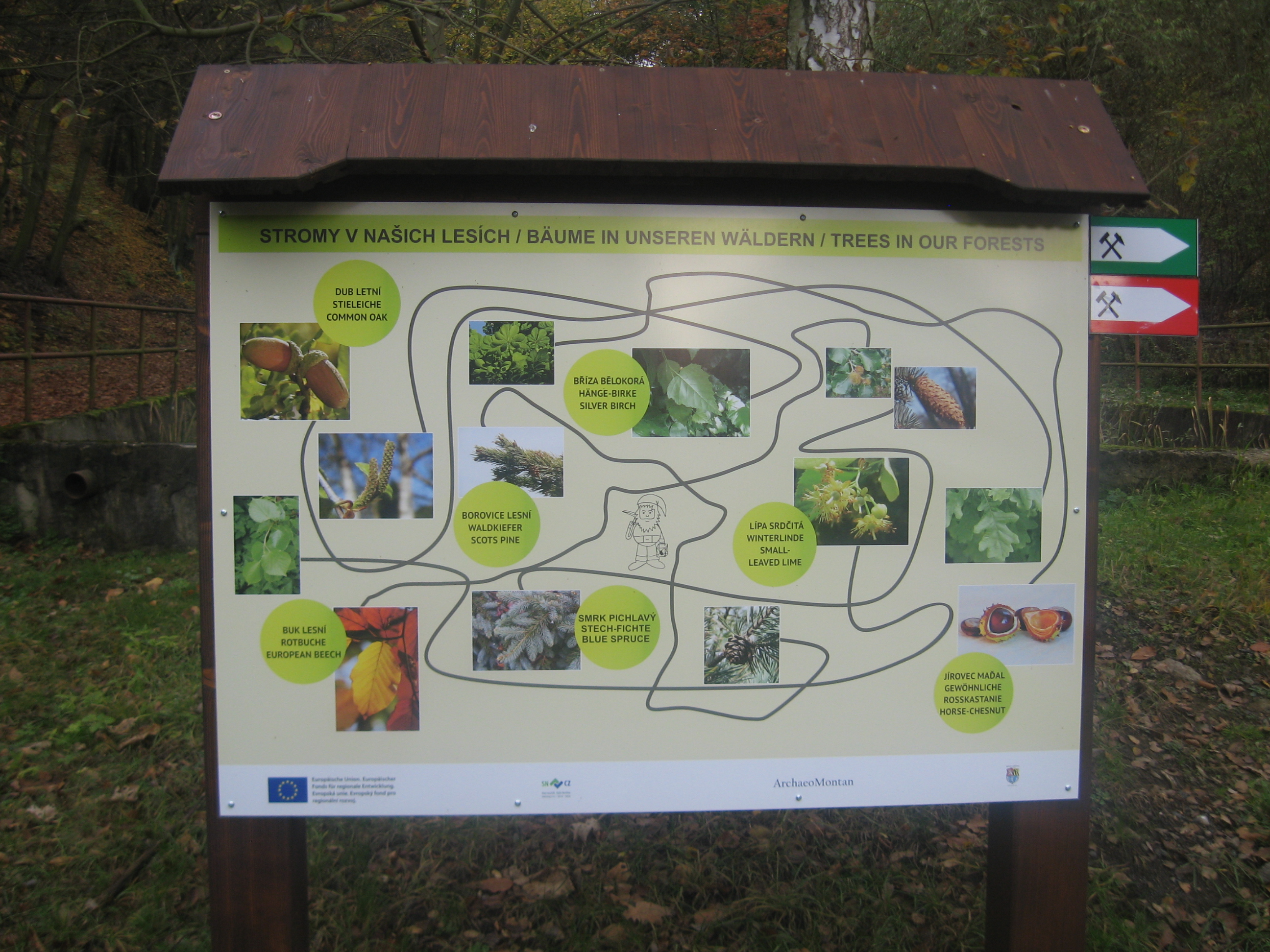
Jedna z naučných tabulí s ukázkou značení